# مجتهد مطلق
المجتهد المطلق في الدراسات الإسلامية للفقه وأصوله هو الذي بلغ رتبة الاجتهاد في جميع أبواب الشرع وفق شروط محددة لذلك، ويعد الاجتهاد المطلق من أعلى مراتب الاجتهاد، وقد قسم العلماء المجتهد المطلق إلى قسمين: مستقل ومنتسب، فالمجتهد المستقل كالأئمة الأربعة، قد وجد هذا النوع من الاجتهاد في الفترات الأولى من عصر المتقدمين في التاريخ الإسلامي، والمجتهد المطلق غير المستقل أي: المنتسب إلى مذهب إمام مجتهد هو الذي كان اجتهاده مبنيا على قواعد وضعها مجتهد مستقل. وأعلى النوعين رتبة هو المجتهد المستقل، حيث يحتل الرتبة الأولى من مراتب الفقهاء، ويليه المجتهد المطلق غير المستقل. 

## المجتهد المطلق
المجتهد المطلق هو الذي بلغ رتبة الاجتهاد المطلق أي: الاجتهاد في جميع أحكام الشرع، وسماه ابن عابدين: (المجتهد في الشرع)، وفق شروط محدده تؤهله للوصول إلى هذه الدرجة العلمية، وتمكنه من الاجتهاد واستنباط الأحكام الشرعية بكفاءة عالية وقدرة تامة على ممارسة الاستدلال. وقد ذكر السيوطي: أن المجتهد المطلق ليس مرادفا للمجتهد المستقل، بل بينهما فرق، ويظهر هذا الاختلاف من خلال ما يقوم به المجتهد من تطبيق فعلي للاجتهاد، وممارسة للاستدلال واستنباط للأحكام، ومن خلال المنهج أو الطريقة المستخدمة في الاجتهاد، والقواعد والأصول التي اعتمد عليها في ذلك. فالاجتهاد المطلق بالنسبة للمجتهد هو الوصف أو الدرجة العلمية والكفاءة والأهلية لمن اجتمعت فيه الشروط، ومن اجتمعت فيه شروط المجتهد المطلق إما أن يكون مستقلاً أو منتسباً. وقد نص العلماء كابن الصلاح والنووي وغيرهما على وجود اختلاف بين درجات المجتهدين، وأنه من دهر طويل فقد المجتهد المستقل، ولم يبق إلا المجتهدون المنتسبون إلى المذاهب.
وقرروا أن المجتهدين أصناف: مجتهد مطلق مستقل، ومجتهد مطلق منتسب إلى إمام من الأئمة، كالمنتسبين إلى الأئمة الأربعة، ومجتهد مقيد. وأن الصنف الأول فقد من القرن الرابع الهجري، ولم يبق إلا الصنفان الآخران: المطلق المنتسب والمقيد. وقال السيوطي: وممن نص على ذلك من أصحابنا أيضا ابن برهان في الوجيز، ومن المالكية ابن المنير، وذكر السيوطي عباراتهم وعبارات غيرهم في كتاب الرد على من أخلد على الأرض.

## تقسيم
المجتهد الذي اجتمعت فيه شروط الاجتهاد إما أن يكون مستقلا أو غير مستقل، فالمستقل كالأئمة الأربعة، وغير المستقل هو المنتسب إلى مذهب من المذاهب الفقهية. كما قسم العلماء المجتهد بحسب نوع الاجتهاد إلى قسمين هما: مجتهد مطلق ومجتهد مقيد، والمجتهد المطلق إما أن يكون مستقلا أو منتسبا إلى مذهب إمام مجتهد.

## المجتهد المستقل
المجتهد المستقل هو الذي استقل بنفسه بوضع قواعده في الاجتهاد، وصاغ لنفسه أصول منهج الاستدلال التي يبني عليها الفقه، وتعد رتبة المجتهد المستقل درجة علمية عليا هي أعلى مراتب الاجتهاد، حيث أن المجتهد المستقل هو مجتهد مطلق أي: أنه مجتهد في جميع أحكام الشرع، ويشترط أن تتوفر فيه أعلى شروط الاجتهاد، كأئمة المذاهب الأربعة. وتسمى هذه طبقة المجتهد المستقل، أو طبقة المجتهد المطلق المستقل، أو غير المنتسب، وسمى ابن عابدين هذه الطبقة: طبقة المجتهدين في الشرع.
يشترط في المفتي أن يكون مجتهدا وهو إما مستقل وغير مستقل فالمفتي المستقل هو الذي يستقل بإدراك الأحكام الشرعية من الأدلة الشرعية من غير تقليد وتقيد بمذهب أحد. وقد ذكر الإمام أبو المعالي الجويني تفصيل صفات المفتي ثم قال القول الوجيز في ذلك إن المفتي هو المتمكن من درك أحكام الوقائع على سبر من غير معاناة تعلم. حكاه ابن الصلاح وقال بأن ما قاله إمام الحرمين معتبر في المفتي ولا يصلح أن يكون حدا للمفتي.

## المجتهد المطلق المنتسب
المجتهد المطلق المنتسب أو المجتهد المطلق غير المستقل، هو الذي اجتمعت فيه شروط الاجتهاد التي اتصف بها المجتهد المستقل، لكنه لم يبتكر لنفسه قواعد الاجتهاد، بل سلك طريق إمام من أئمة المذاهب في الاجتهاد، فهو مجتهد مطلق منتسب، لا مستقل، ووصفه بالاجتهاد المطلق باعتباره مجتهدا في جميع أحكام الشرع، واجتمعت فيه شروط المجتهد المستقل، لكنه ليس مستقلا في اجتهاده بل اجتهاده بهذه الصفة مقيد بكونه منتسبا إلى إمام من أئمة الاجتهاد المستقلين، وتعد رتبة المجتهد المطلق المنتسب (أي: غير المستقل) درجة علمية في المرتبة الثانية بعد رتبة المجتهدين المستقلين. ومعنى هذا: أن المستقلين هم أسبق من المنتسبين وأعلا رتبة منهم، حيث لا يتحقق وجود مجتهد منتسب إلا بعد وجود مجتهد مستقل أسبق منه؛ لأن كل مجتهد غير مستقل ينسب إلى مجتهد مستقل، وكمثال لتوضيح ذلك فإن المجتهد المستقل كالأئمة الأربعة مثلا: استقل كل واحد منهم بوضع قواعده ومنهجه وأصول اجتهاده في مذهبه، ثم جاء من بعدهم من اجتهد معتمدا في اجتهاده على طريقة واحد منهم كتلاميذ الأئمة مثل: أبي يوسف ومحمد بن الحسن الشيباني وزفر من الحنفية، وابن القاسم وأشهب وأسد بن الفرات من المالكية، والبويطي والمزني من الشافعية، وأبي بكر الأثرم، وأبي بكر المروذي من الحنابلة. وأصحاب هذه الطبقة من المجتهدين هم القادرون على استخراج الأحكام من الأدلة على مقتضى القواعد التي قررها أستاذهم في الأحكام، وإن خالفوه في بعض أحكام الفروع، لكن يقلدونه في قواعد الأصول، وسمى ابن عابدين هذه الطبقة: طبقة المجتهدين في المذهب. وقد ذكر العلماء المتأخرون: أن رتبة الاجتهاد المطلق بنوعيه (المستقل والمنتسب) قد فقدت من زمان.

## المجتهد المنتسب والمقيد
المجتهد المطلق المنتسب، والمجتهد المقيد كلاهما من المنتسبين إلى مذهب من المذاهب الفقهية، فالمنتسب إلى المذهب الشافعي مثلا، أو المجتهد المقيد به، يكون كلا هذين الصنفين من جملة الشافعية المنتسبين إلى الإمام الشافعي، ولم يخرجوا بالاجتهاد عن الانتساب إليه، ولهذا اعتمد الشافعية على تصانيفهم وفتاويهم ونسبت إلى مذهب الشافعي، كما أنهم يولون تدريس الشافعية قديما وحديثا، بخلاف المجتهد المستقل غير المنتسب فلا ينسب للشافعية، وهكذا الحال في المنتسبين إلى المذاهب الأخرى كالحنفية والمالكية والحنابلة فاجتهادهم لا يخرجهم عن انتسابهم إلى هذه المذاهب.
فذاك هو الذي لا يولاها إذا كان الوقف ليس مأخذه من بيت المال؛ ولهذا امتنع السبكي من دعوى الاجتهاد المستقل مع كونه أهلا للاستقلال، واقتصر على دعوى الاجتهاد المطلق المنتسب. قال السيوطي: ولا أعرف أحدا من أصحابنا ادعى الاجتهاد المستقل سوى ابن جرير، خاصة وأما بقية الأصحاب الذين ادعوا الاجتهاد فاقتصروا على دعوى الاجتهاد المطلق المنتسب؛ ولهذا عدوا في الأصحاب.
وحذف منها ابن جرير فلم يترجم فيها له فكل من ترجمه العلماء في طبقات الشافعية فمن ادعى الاجتهاد فهو مطلق منتسب، لا مستقل.
وقد قال النووي في الروضة، والرافعي في الشرح الكبير: المنتسبون إلى مذهب الشافعي وأبي حنيفة ومالك ثلاثة أصناف:
أحدها: العوام وتقليدهم الشافعي مثلا مفرع على تقليد الميت وقد سبق.
الثاني: البالغون رتبة الاجتهاد وقد ذكرنا أن المجتهد لا يقلد مجتهدا، وإنما نسب هؤلاء للشافعي لأنهم جروا على طريقته في الاجتهاد واستعمال الأدلة وترتيب بعضها على بعض، ووافق اجتهادهم اجتهاده، وإذا خالف أحيانا لم يبالوا بالمخالفة. 
والصنف الثالث: المتوسطون وهم الذين لا يبلغون رتبة الاجتهاد في أصل الشرع لكنهم وقفوا على أصول الإمام في الأبواب وتمكنوا من قياس ما لم يجدوه منصوصا له على ما ينص عليه، هذا كلام الرافعي والنووي في الروضة.
قال السيوطي: فانظر كيف قسما أتباع الائمة إلى ثلاثة أصناف وجعلا من جملتهم من بلغ رتبة الاجتهاد، ولم يخرجاه ببلوغه الاجتهاد عن انتسابه إلى مذهب الشافعي
وقد نص على ذلك أيضا إمام الحرمين فقال في كتابه الذي ألفه في ترجيح مذهب الشافعي ما نصه: فإن قيل: فابن سريج والمزني ومن بعده كالقفال، والشاسي، وغير هؤلاء كان لهم منصب الاجتهاد،
فالجواب: إن هؤلاء كثرث تصرفاتهم في المذهب الشافعي والذب عن طريقته ونصرته وشمروا عن ساق الجد في تصويبه وتقريره وتصرفوا فيه استنباطا وتخريجا وقلت اختياراتهم الخارجة عن مذهبه وكانوا معترفين بأنهم من متبعي الشافعي ومقتفي آثاره ومقتبسي أنواره. هذا كلام إمام الحرمين.
ونص على مثل ذلك أيضا ابن الصلاح قال في طبقاته: في ترجمة محمد بن نصر ما نصه:
ربما تذرع متذرع بكثرة اختياراته المخالفة لمذهب الشافعي إلى الإنكار على الجماعة العادين له في أصحابنا، وليس الأمر كذلك لأنه من هذا بمنزلة ابن خزيمة والمزني وأبي ثور وغيرهم، ولقد كثرت اختياراتهم المخالفة لمذهب الشافعي، ثم لم يخرجهم هذا عن أن يكونوا في قبيل أصحاب الشافعي معدودين، وبوصف الاعتزاء إليه موصوفين. هذا كلام ابن الصلاح.

## شروط المجتهد وصفاته
شروط المجتهد وصفاته كما ذكرها ابن الصلاح هي: أن يكون مُكلفاً مسلماً ثقةً مأمونا منزهاً من أسباب الفسق ومسقطات المروءة؛ لأن من لم يكن كذلك فقوله غير صالح للاعتماد -وإن كان من أهل الاجتهاد- ويكون فقيه النفس سليم الذهن رصين الفكر صحيح التصرف والاستنباط متيقظا. وهذه شروط المجتهد بوجه عام، وإذا كان المجتهد في رتبة المجتهد المطلق؛ فيشترط فيه مع هذه الشروط السابقة وجود شروط إضافية أخرى منها: أن يكون قيما بمعرفة أدلة الأحكام الشرعية من الكتاب والسنة والإجماع والقياس وما التحق بها على التفصيل المذكور في كتب الفقه وغيرها، وأن يكون عالما بما يشترط في الأدلة ووجوه دلالاتها، ويكفيه اقتباس الأحكام منها وذلك يستفاد من علم أصول الفقه وأن يكون عارفا من علم القرآن وعلم الحديث وعلم الناسخ والمنسوخ وعلمي النحو واللغة وأختلاف العلماء واتفاقهم بالقدر الذي يتمكن به من الوفاء بشروط الأدلة والاقتباس منها ذا دراية وارتياض في استعمال ذلك عالما بالفقه ضابطا لأمهات مسائله وتفاريعه المفروغ من تمهيدها. فمن جمع هذه الفضائل فهو المفتي المطلق المستقل الذي يتأدى به فرض الكفاية وأن يكون مجتهدا مستقلا.
وكون المفتي حافظا لمسائل الفقه لم يعد من شروط المفتي في كثير من الكتب المشهورة نظرا إلى أنه ليس شرطا لمنصب الاجتهاد، وذلك إن الفقه من ثمراته فيكون متأخرا عنه وشرط الشيء لا يتأخر عنه واشترط ذلك الأستاذ أبو إسحاق الإسفراييني وصاحبه أبو منصور البغدادي وغيرهما، قال ابن الصلاح: واشتراط ذلك في صفة المفتي الذي يتأدى به فرض الكفاية هو الصحيح وإن لم يكن كذلك في صفة المجتهد المستقل على تجرده؛ لأن حال المفتي يقتضي اشتراط كونه على صفة يسهل عليه معها إدراك أحكام الوقائع على القرب من غير تعب كثير وهذا لا يحصل لأحد من الخلق إلا بحفظ أبواب الفقه ومسائله. ولا يشترط أن يستحضر في ذهنه جميع الأحكام، بل يكفي أن يكون حافظا لمعظمها متمكنا من إدراك الباقي على القرب.
ويشترط فيه أن يعرف من الحساب ما يصحح به المسائل الحسابية الفقهية. قال ابن الصلاح: حكى أبو إسحاق وأبو منصور فيه اختلافا للأصحاب، والأصح اشتراطه لأن من المسائل الواقعة نوعا لا يعرف جوابه إلا من جمع بين الفقه والحساب.